# Cobertor

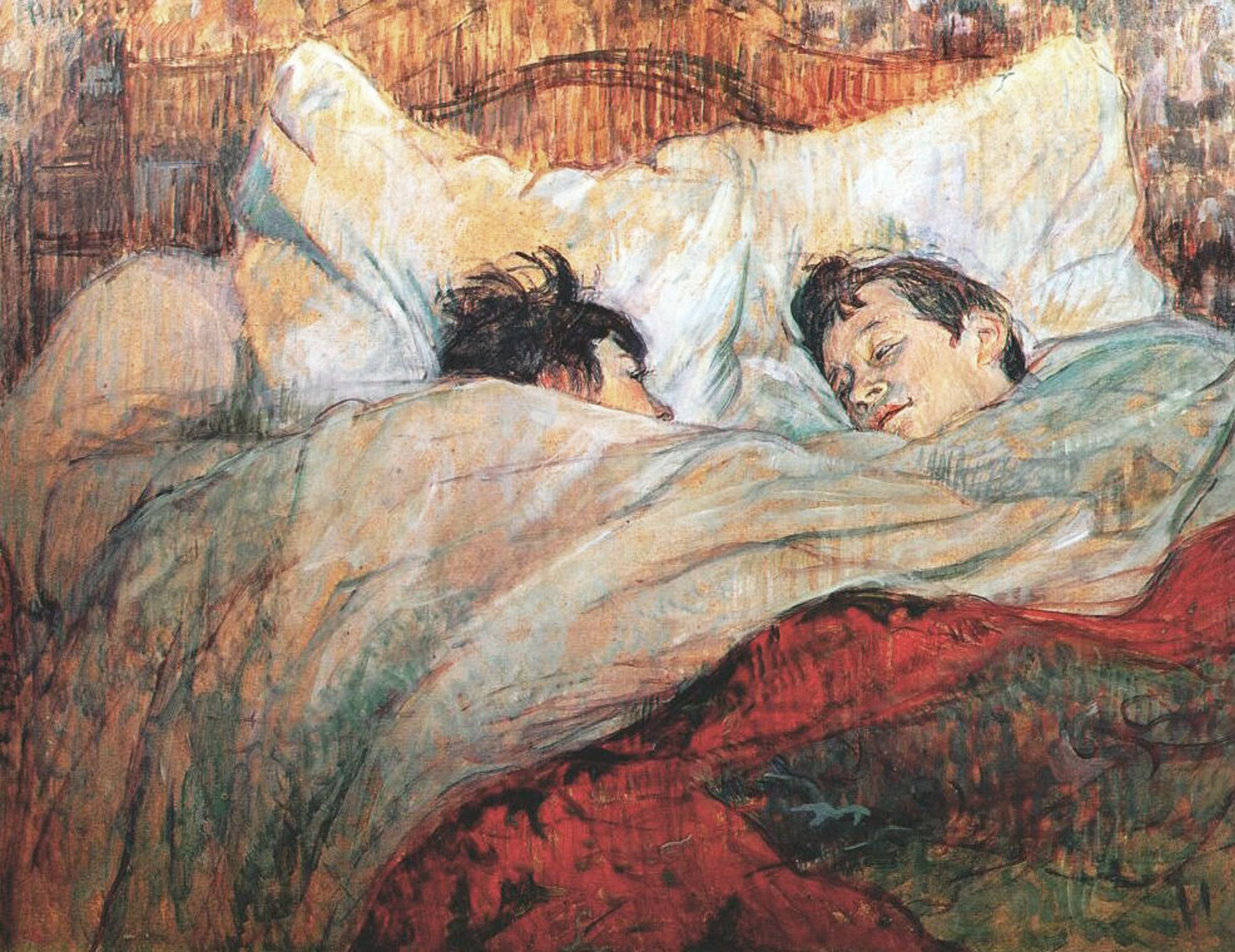
Pintura d'Henri de Toulouse-Lautrec de dues persones al llit sota un cobertor.

Un cobertor és una peça de drap o tela utilitzada per a cobrir el llit i que faci més goig. Tal com la flassada, el cobertor serveix d'abrigall, però té sobretot una funció estètica, atès que és la part més externa i visible de la roba de llit. De fet, el llençol més gruixut pot ser encara més prim que el cobertor més lleuger. Els cobertors se subdivideixen en molts tipus, incloent-hi vànoves, edredons, cobrellits, cobrepeus, en funció del gruix, construcció o material de farciment. Les mantes (o cobertors) elèctriques són escalfades per electricitat. Els cobertors van ser fets tradicionalment de llana a causa de la seva calidesa, transpiració i propietats ignífugues naturals, mentre que els llençols es feien de cotó o lli, que són menys irritants per la pell. Avui dia, les fibres sintètiques s'utilitzen sovint per als dos. Els cobertors s'empren de vegades com a objectes transicionals per a nens petits.

## Usos

### Mantenir la calor corporal
Un cobertor pot ser utilitzat per a cobrir la pell i mantenir la calor corporal. Molts tipus de cobertors, com els de llana, es fan servir perquè són més gruixuts i tenen més tela que els és substancial, però el cotó també es pot utilitzar per a cobertors lleugers. El terme «cobertor» es bescanvia sovint amb flassada, edredó i cobrellit, puix que tots tenen usos similars.

### Per al transport de mobles
Cobertors durables i gruixuts s'utilitzen com a cobertes protectores i d'amortiment per al transport de mobles.